# Ctenocompa amphizela
Ctenocompa amphizela är en fjärilsart som beskrevs av Edward Meyrick 1916. Ctenocompa amphizela ingår i släktet Ctenocompa och familjen säckspinnare. Inga underarter finns listade i Catalogue of Life.